# Florence Ollife

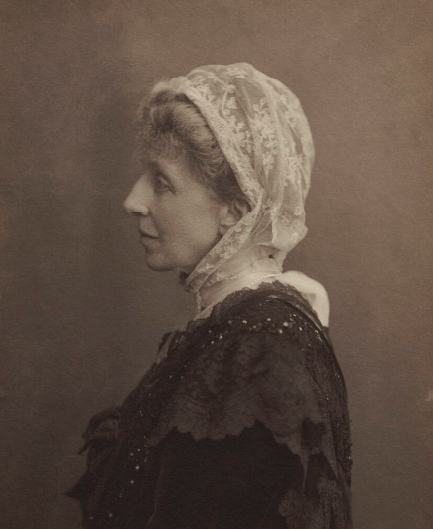
Florence Eveleen Eleanore (née Olliffe), Lady Bell, 1911

Dame Florence Eveleen Eleonore, Lady Bell, geborene Ollife (* 1851; † 16. Mai 1930) war eine britische Autorin von Theaterstücken und Sachbüchern.
Durch die Heirat mit Thomas Hugh Bell (1844–1931), dem Sohn von Sir Lowthian Bell, 1. Baronet, im Jahr 1876 gehörte sie einer der wohlhabendsten britischen Industriellenfamilien an. Seit ihr Gatte 1904 den Adelstitel seines Vaters als 2. Baronet geerbt hatte, führte sie als dessen Gattin den Höflichkeitstitel Lady Bell. Ihr Gatte brachte zwei Kinder mit in die Ehe. Zu diesen zählte die spätere Orientalistin, Archäologin und Politikerin Gertrude Bell, die mit ihrer Stiefmutter bis an ihr Lebensende in engem brieflichen Austausch stand. Der Briefverkehr zwischen den beiden ist ein wichtiges Dokument zur britischen Politik im Nahen Osten während und nach dem Ersten Weltkrieg.
Das wichtigste Sachbuch unter den Werken von Florence Ollife ist At the Works, das im Jahre 1907 erschien und dem Sozialwissenschaftler Charles Booth gewidmet war. Es schilderte die Arbeits- und Lebensbedingungen von Industriearbeitern in Middlesbrough. Zu ihren anderen Büchern zählt The Minor Moralist, indem sie ihre Verpflichtung zu traditionellenWerten betonte.  Gemeinsam mit der amerikanischen Bühnendarstellerin Elizabeth Robins verfasste sie auch Bühnenstücke, die jedoch anonym erschienen. Florence Ollife war zwar durch Henrik Ibsen stark beeinflusst, stand aber der Frauenbewegung, die zu ihrer Lebenszeit vor allem um das Wahlrecht kämpfte, stets skeptisch gegenüber.
Im Jahr 1918 wurde sie selbst als Dame Commander des Order of the British Empire (DBE) geadelt. Sie starb am 16. Mai 1930 in ihrem Haus in der Sloane Street 95 in Chelsea.